# Château de Saint-Melaine
Le château de Saint-Melaine est un château français situé à Laval, dans le département de la Mayenne et la région des Pays de la Loire. Il est situé à 1 200 mètres sur la route du Mans. L'ancienne route y était rejointe par une voie venant d'Entrammes, via Penuriæ (1180).

## Géographie
La Carte de Cassini signale un hameau et un village.  

## Description
Depuis la désaffectation, suivie de la démolition de l'ancienne église paroissiale Saint-Melaine de Laval, devenue succursale de l'église Saint-Vénérand de Laval, et de la vente nationale des différents domaines dont l'un appartenait à la Collégiale Saint-Michel de Laval, un domaine a été constitué autour d'un joli castel, et une ruine factice, avec porte en arc brisé, rappelle l'édifice disparu, centre de la première agglomération religieuse de la rive gauche à Laval. Le Directoire y autorisa la reprise du culte catholique le 2 mai 1795. 

## Histoire
Les coteaux de Saint-Melaine étaient couverts de vignes qui eurent une année au moins de faveur, en l'an 1500.
« Quant aux vins, sans en rien débatre, Saint-Melaine eut avantage Plus qu'aultre vin de loing passaige ; Il approuchoit, selon l'advis Des marchands, au vin Sainct-Denis. Guillaume Le Doyen »
Anselme Lebreton, fils de Julien Lebreton et de Jacquine Pottier de la Verdrie, entrepreneur de roulage à Laval, déjà héritier d'une partie du domaine, achète l'autre de Jacques Geslot, ses frères et sœurs, 1833.
Le 18 janvier 1871, une reconnaissance allemande, commandée par le général Karl von Schmidt (de), s'avança jusqu'à Barbé et Saint-Melaine et fut repoussée par la brigade du colonel Thierry, par les mobiles de l'Isère et de l'Indre-et-Loire. Le Souvenir français a inauguré sur ce terrain extrême atteint dans l'ouest par l'invasion, un monument, pyramide sur un côté de laquelle se détache une tête de femme voilée, figurant la France en deuil, œuvre de MM. Léopold Ridel et Eugène Legueult.

### Galerie

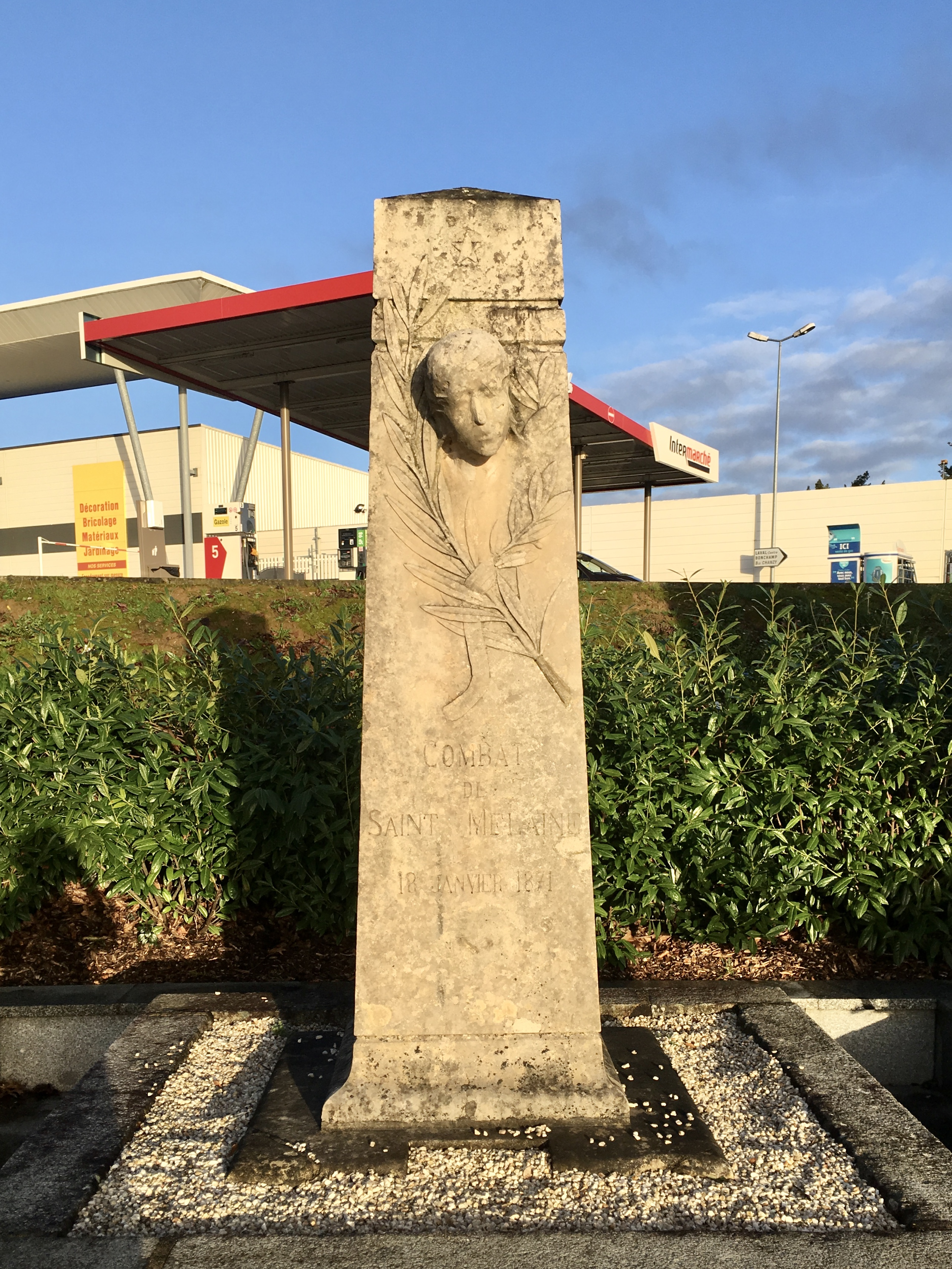
Monument commémoratif du combat de Saint-Melaine.

## Sources et bibliographie
- « Château de Saint-Melaine », dans Alphonse-Victor Angot et Ferdinand Gaugain, Dictionnaire historique, topographique et biographique de la Mayenne, Laval, A. Goupil, 1900-1910 [détail des éditions] (BNF 34106789, présentation en ligne)